# Nigériai női labdarúgó-válogatott
A nigériai női labdarúgó-válogatott képviseli Nigériát a nemzetközi női labdarúgó eseményeken. A csapatot a nigériai labdarúgó-szövetség szervezi és irányítja. A nigériai női-válogatott szövetségi kapitánya Kadiri Ikhana.

## Története

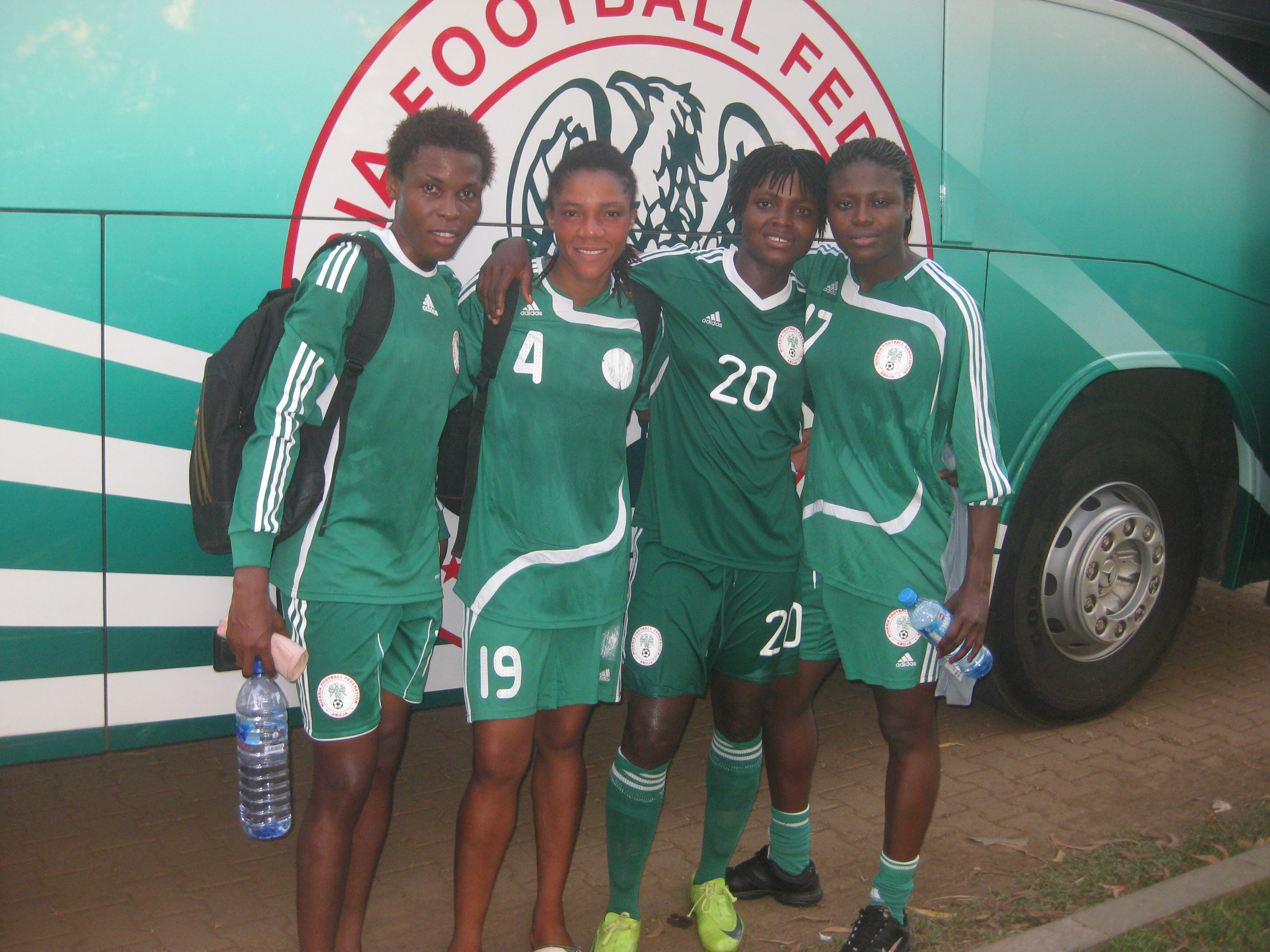
edzőtábor – National Camp (2011)

A nigériai női nemzeti csapat eddig minden világbajnokságon részt vett. Legjobb eredménye az 1999-es negyeddöntős helyezés. 1991 óta megrendezésre kerülő Afrika-kupa kontinens-bajnokság legeredményesebb csapata. Kilenc alkalomból nyolcszor bajnok lett. 2008-ban pedig bronzérmes. Az olimpiai játékokon háromszor vett részt. Legjobb eredmény a 2004-es negyeddöntős helyezés.

## Nemzetközi eredmények

### Világbajnoki szereplés
| Év       | Helyszín         | Eredmény     | Hely | M  | Gy | D | V  | Rg | Kg | Gk  | P  |
| -------- | ---------------- | ------------ | ---- | -- | -- | - | -- | -- | -- | --- | -- |
| 1991     | Kína             | csoportkör   | 10.  | 3  | 0  | 0 | 3  | 0  | 7  | -7  | 0  |
| 1995     | Svédország       | csoportkör   | 11.  | 3  | 0  | 1 | 2  | 5  | 14 | -9  | 1  |
| 1999     | Egyesült Államok | negyeddöntős | 6.   | 4  | 2  | 0 | 2  | 8  | 12 | -4  | 6  |
| 2003     | Egyesült Államok | csoportkör   | 15.  | 3  | 0  | 0 | 3  | 0  | 11 | -11 | 0  |
| 2007     | Kína             | csoportkör   | 13.  | 3  | 0  | 1 | 2  | 1  | 4  | -3  | 1  |
| 2011     | Németország      | csoportkör   | 9.   | 3  | 1  | 0 | 2  | 1  | 2  | -1  | 3  |
| 2015     | Kanada           |              |      |    |    |   |    |    |    |     |    |
| Összesen | Összesen         | 6 / 6        |      | 18 | 3  | 2 | 14 | 15 | 50 | -35 | 11 |

### Afrika-kupa
| Év       | Helyszín          | Eredmény   | Hely | M  | Gy | D | V | Rg  | Kg | Gk  | P   |
| -------- | ----------------- | ---------- | ---- | -- | -- | - | - | --- | -- | --- | --- |
| 1991     | –                 | aranyérmes | 1.   | 6  | 6  | 0 | 0 | 20  | 2  | 18  | 18  |
| 1995     | –                 | aranyérmes | 1.   | 6  | 6  | 0 | 0 | 27  | 2  | 25  | 18  |
| 1998     | Nigéria           | aranyérmes | 1.   | 5  | 5  | 0 | 0 | 28  | 0  | 28  | 15  |
| 2000     | Dél-Afrika        | aranyérmes | 1.   | 5  | 4  | 1 | 0 | 19  | 2  | 17  | 13  |
| 2002     | Nigéria           | aranyérmes | 1.   | 5  | 4  | 0 | 1 | 15  | 2  | 13  | 12  |
| 2004     | Dél-Afrika        | aranyérmes | 1.   | 5  | 4  | 1 | 0 | 18  | 2  | 16  | 13  |
| 2006     | Nigéria           | aranyérmes | 1.   | 5  | 5  | 0 | 0 | 18  | 2  | 16  | 15  |
| 2008     | Egyenlítői-Guinea | bronzérmes | 3.   | 5  | 1  | 3 | 1 | 3   | 3  | 0   | 6   |
| 2010     | Dél-Afrika        | aranyérmes | 1.   | 5  | 5  | 0 | 0 | 19  | 4  | 15  | 15  |
| 2012     | Egyenlítői-Guinea | bejutott   | –    | –  | –  | – | – | –   | –  | –   | –   |
| Összesen | Összesen          | 10 / 10    |      | 47 | 40 | 5 | 2 | 167 | 19 | 148 | 125 |

### Olimpiai szereplés
| Év       | Helyszín       | Eredmény      | Hely | M | Gy | D | V | Rg | Kg | Gk  | P |
| -------- | -------------- | ------------- | ---- | - | -- | - | - | -- | -- | --- | - |
| 1996     | Atlanta        | nem jutott be | –    | – | –  | – | – | –  | –  | –   | – |
| 2000     | Sydney         | csoportkör    | –    | 3 | 0  | 0 | 3 | 3  | 9  | -6  | 0 |
| 2004     | Athén          | negyeddöntős  | –    | 3 | 1  | 0 | 2 | 3  | 4  | -1  | 3 |
| 2008     | Peking         | csoportkör    | –    | 3 | 0  | 0 | 3 | 1  | 5  | -4  | 0 |
| 2012     | London         | nem jutott be | –    | – | –  | – | – | –  | –  | –   | – |
| 2016     | Rio de Janeiro |               |      |   |    |   |   |    |    |     |   |
| Összesen | Összesen       | 3 / 5         |      | 9 | 1  | 0 | 8 | 7  | 18 | -11 | 3 |

## Lásd még
- Nigériai labdarúgó-válogatott